# Revue d'Auvergne
La Revue d'Auvergne est une publication de l'Association des amis des universités de Clermont-Ferrand, consacrée à des thématiques scientifiques ancrées en Auvergne ainsi qu'aux acteurs régionaux de la recherche.

## Historique, contenu éditorial
La Revue d'Auvergne a paru sans discontinuer depuis 1884, et produit plus de 600 numéros (sans compter les volumes des collections particulières). Depuis les années 2000 c'est une publication thématique et trimestrielle, servie en volumes simples ou doubles. Chaque volume est pris en charge par une équipe scientifique spécialisée qui détermine l'économie finale du volume et établit les collaborations opérationnelles. L'ensemble de ces activités éditoriales est entièrement bénévole.
Trois objectifs principaux sont affichés :
- montrer l'action des départements universitaires, des laboratoires et des centres de recherche ;
- éditer des études, actes de colloques, rencontres scientifiques et journées d'études ;
- produire des volumes sur les questions du développement local et l'identité régionale.